# 奥多尼
奥多尼是匈牙利费耶尔州的一个镇，人口3,500人。